# 道邃
道邃（どうすい、生没年不詳）は、中国・唐代の天台宗の僧侶。一説には、天台宗の第7祖とされる。

## 略歴
俗姓は王氏。興道尊者と諡される。また俗に止観和尚と称される。
元来は、唐の顕官であったが、官より退いて出家した。大暦年間（766年 - 779年）に第6祖湛然の弟子となり、5年間の間、研鑽を積み、遂に天台法門の心要を会得した。
以後、江南地方で講説の旅を続け、貞元12年（796年）に天台山に入り、大衆僧の化導に当たった。貞元20年（804年）、天台山から台州の臨海の龍興寺に『摩訶止観』の講義に出向いた際に、入唐していた最澄と出会う。最澄は天台山での受法を終えたのち再び台州に戻り、そこで写経に励んだのち、道邃から義真とともに大乗菩薩戒（円教菩薩戒）を授けられた。

## 伝記資料
- 『宋高僧伝』巻29
- 『仏祖統紀』巻8